# Train
Train és un grup de música rock nord-americana de San Francisco formada l'any 1993. Actualment, la banda està formada per Patrick Monahan (veu), Luis Maldonado (guitarra), Hector Maldonado (baix, veu), Jerry Becker (teclats, guitarra), Matt Musty (bateria) Sakai Smith (vocal de suport), i Nikita Houston (vocal de suport). El 2011 va guanyar un Premi Grammy pel seu senzill "Hey Soul Sister".

## Discografia
- Train (1998)
- Drops of Jupiter (2001)
- My Private Nation (2003)
- For Me, It's You (2006)
- Save Me, San Francisco (2009)
- California 37 (2012)
- Bulletproof Picasso (2014)
- Christmas in Tahoe (2015)
- Train Does Led Zeppelin II (2016)
- A Girl, a Bottle, a Boat (2017)